# Mattia Frapporti
Pour les articles homonymes, voir Frapporti.
Mattia Frapporti, né le 2 juillet 1994 à Gavardo, est un coureur cycliste italien, professionnel de 2017 à 2021. Son frère Marco pratique également le cyclisme en compétition.

## Biographie
En 2017, Mattia Frapporti devient coureur professionnel au sein de l'équipe continentale professionnelle Androni Giocattoli, qui l'engage pour deux ans.
En fin de contrat en fin d'année 2021 avec Eolo-Kometa, celui-ci n'est pas prolongé. Frapporti arrête alors sa carrière professionnelle.

## Palmarès sur route
- 2012
  - 3e du Trofeo Comune di Vertova
- 2016
  - 2e de Milan-Busseto
- 2017
  - 1re étape du Tour du Jura

## Résultats sur les grands tours

### Tour d'Italie
1 participation
- 2018 : 119e

## Classements mondiaux
| Année           | 2014  |
| --------------- | ----- |
| UCI Europe Tour | 1125e |